# Naked Attraction
Naked Attraction é um gameshow de encontros televisivo do Reino Unido produzido pelo Studio Lambert e transmitido no Channel 4. Apresentado por Anna Richardson, o programa decorreu de 25 de julho de 2016 a 27 de março de 2024, transmitindo sete séries. O enredo do programa envolve uma pessoa solteira vestida apresentada com uma galeria de seis potenciais parceiros nus, que estão escondidos por detrás de cabines com cores diferentes que simultaneamente se revelam de baixo para cima.
Duas séries especiais intituladas Best Naughty Bits (Melhores Momentos Marotos) foram exibidas de 18 de maio a 15 de junho de 2021, e de 6 a 20 de abril de 2022, enquanto o especial All Out & Proud (Todo Fora e Orgulhoso) foi exibido a 23 de junho de 2022. Durante a sua exibição, Naked Attraction tem sido tópico de numerosas queixas à Ofcom pela sua nudez frontal completa, mas a Ofcom recusou investigar as queixas devido à falta de atividade sexual e horário da série.

## Enredo
Uma pessoa vestido é apresentada com seis pessoas nuas que estão inicialmente escondidas em cabines. Os seus corpos e caras são gradualmente reveladas por sucessivas rondas, dos pés para cima. Em cada ronda, a pessoa que escolhe elimina uma pessoa nua até restarem duas, quando a pessoa que escolhe também retira a sua roupa para tomar a decisão final. A pessoa que escolhe então decide então que com que pessoa vai sair, e os dois (ou, ocasionalmente três) têm um encontro completamente vestidos.

## Produção
Um concorrente relatou que cada episódio pode levar doze horas para filmar, embora o concorrente que escolhe um encontro apenas tenha de se despir por quinze minutos. O encontro resultante acontece ás 9 do dia seguinte. A pessoa que escolhe tem de ter alguém com ela a todo o tempo para ter a certeza que não se encontra acidentalmente com um concorrente, e se um dos concorrentes precisar de uma pausa para ir à casa de banho, tem que ser levado por um membro da equipa para que a pessoa que escolhe não o veja a sair da cabine.
Os concorrentes não recebem pagamento por participar, mas os concorrentes em espera recebem £75 por estar na divisão.

## Controvérsia
Várias queixas sobre o programa foram feitas por espectadores à fiscalizadora de transmissão Ofcom devido à nudez frontal completa. A Ofcom decidiu não investigar pois consideraram não existir algo que quebrasse as suas regras: o programa era puramente um programa de encontros e não continua qualquer atividade sexual, e é transmitido na altura certa do dia. Este programa causou controvérsia quando estreou nos Estados Unidos em setembro de 2023, devido ao Parents Television Council considerar o programa "pornográfico... um novo baixo" e exigiu que fosse removido do serviço.
O programa também levou com numerosos rumores de cancelamento, mais recentemente no início de 2025, todos foram provados sem fundamentos, e não existe uma nova série planeada no presente.

## Transmissões

### Séries
| Séries | Data de começo         | Data do fim            | Episódios |
| ------ | ---------------------- | ---------------------- | --------- |
| 1      | 25 de julho de 2016    | 22 de agosto de 2016   | 5         |
| 2      | 29 de junho de 2017    | 8 de setembro de 2017  | 10        |
| 3      | 24 de agosto de 2018   | 14 de setembro de 2018 | 10        |
| 3      | 25 de outubro de 2018  | 29 de novembro de 2018 | 10        |
| 4      | 21 de agosto de 2019   | 18 de setembro de 2019 | 10        |
| 4      | 9 de janeiro de 2020   | 6 de fevereiro de 2020 | 10        |
| 5      | 10 de novembro de 2020 | 8 de dezembro de 2020  | 10        |
| 5      | 13 de abril de 2021    | 11 de maio de 2021     | 10        |
| 6      | 2 de março de 2022     | 30 de março de 2022    | 10        |
| 6      | 23 de junho de 2022    |                        | 10        |
| 6      | 1 de setembro de 2022  | 3 outubro de 2022      | 10        |
| 7      | 12 de abril de 2023    | 24 de maio de 2023     | 10        |
| 7      | 6 de março de 2024     | 27 de março de 2024    | 10        |

### Compilações
| Séries | Data de começo     | Data do fim         | Episódios |
| ------ | ------------------ | ------------------- | --------- |
| NANB   | 18 de maio de 2021 | 15 de junho de 2021 | 5         |
| BoNA   | 6 de abril de 2022 | 20 de abril de 2022 | 3         |

## Versões internacionais
O formato televisivo foi exportado para a Alemanha, Dinamarca, Itália, Finlândia, Noruega, Polónia, Espanha, e Suécia, que fizeram a suas versões do programa. Em setembro de 2021, existiam planos para um programa semelhante na Rússia, mas nunca chegou a produção. Os Países Baixos tiveram um programa semelhante, chamado Undress for love (Despe por amor), que tem diferenças no formato, mas o enredo é semelhante. Exibiu por seis episódios em 2018.
| País          | Nome                              | Canal                       | Estreia                 | Apresentador                                           |
| ------------- | --------------------------------- | --------------------------- | ----------------------- | ------------------------------------------------------ |
| Alemanha      | Naked Attraction – Dating hautnah | RTL II                      | 8 de maio de 2017       | Milka Loff Fernandes                                   |
| Países Baixos | Undress for Love                  | RTL XL                      | 2018                    | Lieke van Lexmond                                      |
| Dinamarca     | Date mig nøgen                    | TV 2                        | 10 de fevereiro de 2019 | Ibi Makienok                                           |
| Finlândia     | Naked Attraction Suomi            | Dplay+                      | 4 de dezembro de 2020   | Marja Kihlström                                        |
| Itália        | Naked Attraction Italia           | Discovery+, NOVE, Real Time | 7 de fevereiro de 2021  | Nina Palmieri                                          |
| Noruega       | Naked Attraction Norge            | Discovery+, TVNorge         | 22 de abril de 2021     | Tuva Fellman                                           |
| Polónia       | Magia nagości. Polska [pl]        | Player.pl, Zoom TV          | 3 de setembro de 2021   | Beata Olga Kowalska [pl] (2021-2022) Julia Oleś (2025) |
| Suécia        | Naked Attraction Sverige          | Discovery+, Kanal 5         | 7 de junho de 2022      | Sofia Wistam                                           |
| Espanha       | Naked Attraction                  | Max                         | 21 de maio de 2024      | Marta Flich                                            |